# Hingst

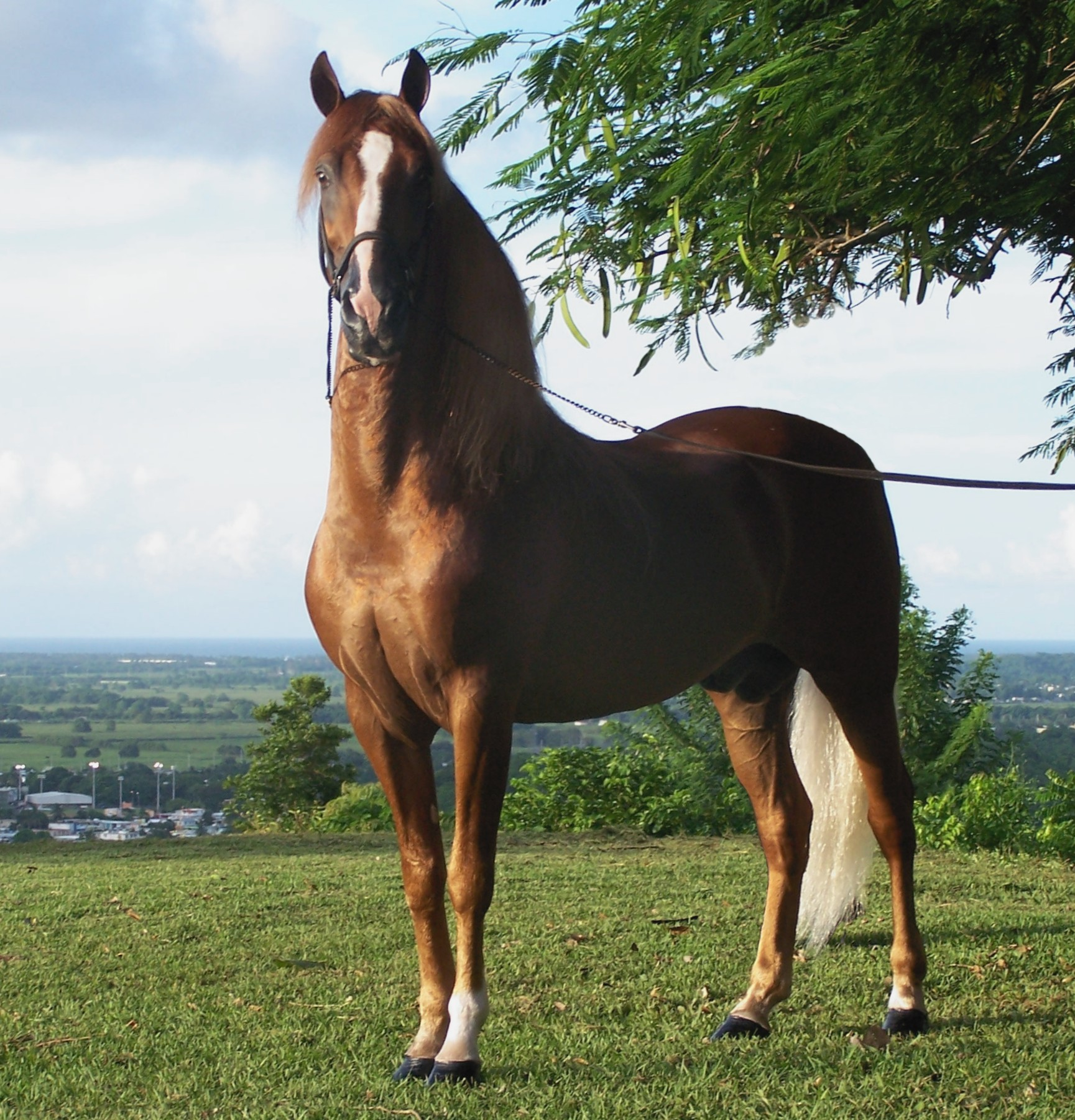
En hingst.

En hingst är ett hästdjur av hankön. Förutom hästdjur (hästar, åsnor, zebror) brukar även hanar av kameldjur kallas hingstar.
En kastrerad hingst kallas valack. En hingst vars ena testikel stannat i ljumsken eller bukhålan kallas klapphingst. Hingstar har i regel mer muskelmassa än valacker, vilket beror på den högre mängd testosteron som produceras i hingstens kropp.
En häst av honkön kallas sto.